# Gregorius van Tours
Gregorius van Tours (Riom, 30 november ca. 538 - Tours, verm. 17 november 594) was een Gallo-Romeinse bisschop van Tours, hagiograaf en historicus, die een leidende prelaat was van Gallië. Hij werd geboren als Georgius Florentius en heeft later de naam Gregorius, ter ere van zijn moeders grootvader, aan zijn naam toegevoegd. Hij schreef in een grammaticaal verminkte stijl van Laatlatijn. Het is echter betoogd dat dit een opzettelijke methode was om zich ervan te verzekeren dat zijn werken een breed publiek zouden bereiken.
Zijn geschriften zijn de belangrijkste contemporaine bron voor de Merovingische geschiedenis. Zijn bekendste werk is Decem libri historiarum of Tien boeken van Historiën, beter bekend als de Historia Francorum of de Geschiedenis van de Franken. Deze laatste titel werd aan dit werk gegeven door latere kroniekschrijvers. Het gaat over de geschiedenis van de Frankische Merovingen en hun koninkrijken, beginnend bij de schepping van de wereld (steunend op andere, oudere bronnen) tot en met het jaar 592. Gregorius van Tours heeft daarnaast ook nog een verzameling heiligenlevens aangelegd, namelijk het Liber vitae patrum of het Boek met heiligenlevens. Hij is ook bekend om zijn goedgelovigheid met betrekking tot wonderen die door de heiligen zouden zijn verricht; in het bijzonder de vier boeken van 'De wonderen van Sint-Maarten van Tours'. Sint-Maartens graf was in de 6e eeuw één der belangrijke tekenen (orakels) en Gregorius' geschriften hadden de praktische bedoeling om deze uiterst goed georganiseerde verering van Sint-Maarten te bevorderen.

## Leven
Gregorius werd geboren in Riom nabij Clermont (destijds Arverna geheten); in de regio Auvergne in Midden-Gallië. Hij werd geboren in de bovenste laag van de Gallo-Romeinse samenleving als telg van een zeer invloedrijke familie van Gallo-Romeinse adel; die naar zijn eigen zeggen afstamde van de 2e-eeuwse Gallo-Romeinse senator en vroeg Gallische martelaar Vettius Epagathus (tijdgenoot van bisschop Irenaeus van Lyon).
Gregorius was de zoon van Florentius, senator van Clermont en zijn vrouw Armentaria II, nicht van bisschop Nicetius van Lyon, en een kleindochter van Florentinus, senator van Genève, en van Sint-Gregorius van Langres. Gregorius van Tours kon meerdere befaamde bisschoppen en heiligen tot zijn naaste verwanten rekenen (op het moment van zijn geboorte bekleedden leden van zijn familie het bisschopsambt in de bisdommen Tours, Lyon, Langres), en volgens Gregorius waren er onder de achttien bisschoppen van Tours die hem vooraf waren gegaan slechts vijf niet met hem verbonden door banden van verwantschap.
In zijn vroege jaren is hij ernstig ziek geweest en toen heeft hij gezworen dat hij geestelijke zou worden als hij zou herstellen. Zijn vader stierf blijkbaar toen Gregorius nog jong was en zijn weduwe geworden moeder verhuisde naar Bourgondië, waar ze in de buurt van Cavaillon of Chalon-sur-Saône bezittingen had. Gregorius werd opgevoed door zijn oom Gallus († 551) en door de aartsdeken en latere bisschop Avitus van Clermont. Vóór de dood van Gallus was Gregorius al opgenomen in de kerkelijke staat. Een verdere opleiding kreeg hij van zijn oom Nicetius in Lyon (Lugdunum), waarheen hij werd gestuurd in 563. In het jaar 563, ondernam hij ook een bedevaart naar het graf van Sint-Maarten. Op dat moment was hij al tot diaken gewijd. Over zijn leven in de daaropvolgende jaren is niet veel bekend. Als diaken was hij waarschijnlijk betrokken bij Auvergne, waar hij zijn familie bezocht (zijn moeder of zijn moeders neef: bisschop Eufronius van Tours). Gregorius was bevriend met de dichter Venantius Fortunatus. In 571 bracht hij enige tijd door in de abdij van Saint-Julien te Brioude. Met deze instelling onderhield zijn familie goede relaties. Zijn positie daar is echter nogal onduidelijk. In het jaar 573 werd hij gekozen tot opvolger van bisschop Eufronius van Tours. Vermoedelijk gebeurde dit in opdracht van koning Sigebert I van Austrasië die Gregorius al kende door zijn bezoek aan het koninklijke hof. Hij bracht het grootste deel van zijn carrière door in Tours, al reisde hij ook wel naar Parijs. Zijn broer Petrus was tot hij in 572 werd vermoord, diaken in Langres.
Gregorius kon niet beter zijn geplaatst dan in Tours om van iedereen alles te horen en de invloed van de Merovingische cultuur te ondergaan. Tours ligt aan de ook toen bevaarbare Loire. Vijf Romeinse wegen vertrokken vanuit Tours dat op de hoofdweg lag tussen het Frankische noorden en Aquitania in het zuiden met een doorgaande verbinding naar Spanje. In Tours ontmoetten de noordelijke Frankische cultuur- en invloedssfeer de Gallo-Romeinse cultuur- en invloedssfeer van het zuiden elkaar (zie kaart). De ruwe wereld waarin hij woonde was die van de overgang van de stervende wereld van de oudheid en de nieuwe cultuur van het vroeg-middeleeuws Europa. Tours was in die dagen een belangrijk centrum door de populaire cultus van Sint-Maarten, het was een bedevaartsoord, een ziekenhuis, en het was ook van politiek belang doordat gevluchte leiders er, tijdens perioden van geweld en onrust in Merovingische politiek, een toevluchtsoord vonden. Gregorius worstelde via persoonlijke relaties met vier Frankische koningen, Sigebert I, Chilperik I, Gunthram, en Childebert II en hij kende de meesten van de leidende Franken persoonlijk.
Hij was bisschop van Tours van 573 tot circa 594.
Gregorius' sterfjaar is niet met zekerheid bekend, maar moet omstreeks 594 liggen. Pelagius, zijn opvolger als bisschop van Tours, wordt vermeld in het jaar 596 in een brief van paus Gregorius de Grote. De overgeleverde werken van Gregorius lopen door tot 592.

## Rol als bisschop
Vele bisschoppen uit die tijd waren naast geestelijke leiders ook politieke leiders van de steden waarin zij zetelden. Als bisschop van Tours bekleedde Gregorius een belangrijke positie in het politieke leven. Hij was dan ook in staat om belangrijke gebeurtenissen uit zijn eigen tijd, zoals zijn eigen conflicten met de Merovingische koningen, vaak uit eerste hand op te tekenen.
Gregorius was zeker een strijdvaardig man, die opkwam voor de zaak van de Kerk van Rome tegen alles wat haar in die bewogen tijd bedreigde. Dat geldt voor alles wat heidens was of heidens geweest was. Over het arianisme dat in zijn tijd nog een grote rol speelde in het Visigotische koninkrijk, had hij weinig goeds te melden. Ook over de Joodse gemeenschap was hij niet al te positief, al moeten opmerkingen daarover ook in het juiste tijdsbeeld gezien worden.

## Werken

### Decem libri historiae

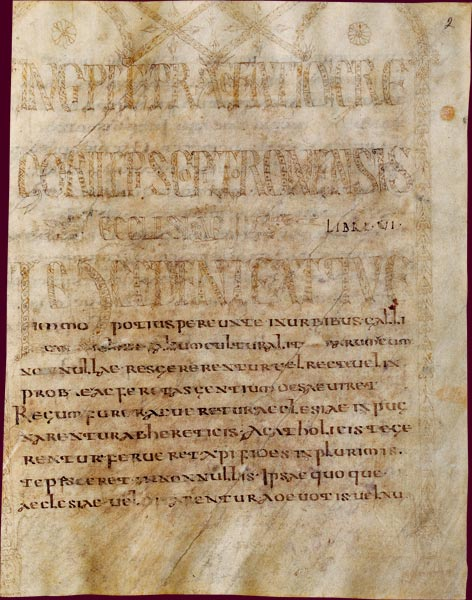
Frontispice van een handschrift met de Geschiedenis der Franken.

De Decem libri historiae, Tien boeken geschiedenis, ook wel de Geschiedenis der Franken (Historia Francorum) genoemd. De Boeken I t/m IV vertellen, steunend op andere, oudere bronnen, de heilsgeschiedenis vanaf de schepping van de wereld, de kerstening van Gallië tot aan de dood van zijn verre voorganger Martinus van Tours in 397. Daarna gaat hij verder over de verovering van Gallië onder Clovis. Vervolgens volgt een meer gedetailleerde geschiedenis van de Frankische koningen tot aan de dood van Sigebert in 575. In dit jaar was Gregorius van Tours reeds twee jaar bisschop van Tours. De boeken V en VI, sluiten met de dood Chilperik in 584. Gedurende de jaren dat Chilperik zich ophield in Tours, waren de betrekkingen tussen hem en Gregorius gespannen. Na het horen van geruchten dat de bisschop van Tours zijn vrouw had belasterd, liet Chilperik bisschop Gregorius arresteren en berechten voor verraad. (een heffing die zowel Gregorius' bisdom als zijn leven bedreigde). De meest welsprekende passage in de Historia is het laatste hoofdstuk van het boek VI, waarin het karakter van Chilperik wordt beschreven op een onvriendelijke manier door het gebruik van een scheldwoord. De Boeken VII t/m X zijn steeds meer persoonlijke verslaglegging en verantwoording tot het jaar 591. De epiloog werd geschreven in het jaar 594 , het jaar waarin Gregorius is overleden.
De boeken zijn zo goed als de enige beschikbare bron over de geschiedenis van de Frankische rijken na de dood van Clovis. Als bisschop van Tours verkeerde Gregorius in de positie om de politiek van dichtbij mee te maken, omdat hij als bisschop tevens deel uitmaakte van het rijksbestuur. Uit de boeken treedt een actieve figuur naar voren, die met vooroordelen en antipathieën allerlei contemporaine zaken optekende. De zesde-eeuwse Frankische deelrijken, koninklijke huwelijken, lokale politiek in relatie tot de overheid, verwikkelingen in andere delen van de rijken en daarbuiten: alles werd opgeschreven. Daar waar hij over onvoldoende informatie beschikte, maakte de feitelijke geschiedenis plaats voor wonderen, voortekenen, geruchten en andere niet-verifieerbare gebeurtenissen, wat typisch was voor zijn tijd. Tegen deze achtergrond zijn de Decem libri historiae niettemin van onschatbare waarde voor de historici.

### Andere werken
De andere werken van Gregorius zijn voornamelijk op het gebied van de hagiografie, terwijl de nadruk ligt op wonderen. Vandaag krijgen deze veel minder aandacht dan het grote historische werk, maar in de middeleeuwen waren ze even bekend als de Historiën. Gregorius schreef de volgende documenten:
Libri Octo miraculorum (Acht boeken van Wonderen), een verzameling verhalen over Gallische heiligen, onderverdeeld als volgt:
Boek 1: Martyrum Liber in gloria (Boek van de Glorie van de Martelaren)
Boek 2: Liber de passione et sancti virtutibus Iuliani martyris (Boek over het lijden en de wonderen van de heilige martelaar Juliaan), gaat o.a. over de wonderen die door Julianus van Brioude gedaan werden.
Boeken 3-6: Libri IV de virtutibus Sancti Martini (Vier boeken over de wonderen van Sint-Maarten)
Boek 7: Liber vitae Patrum (Boek van het leven van de vaderen), met twintig levens van heiligen, voornamelijk uit de omgeving van Clermont en Tours. Hoewel hier vooral het miraculeuze element overheerst, blijft dit boek van grote waarde door het inzicht dat het verschaft in het religieuze leven van de Merovingen. Het werk bestaat uit twintig heiligenlevens, onder andere van Illidius, Brachio, Patroclus en Nicetius van Lyon. De meeste aandacht gaat echter uit naar Nicetius van Trier.
Boek 8: Liber in gloria confessorum (Boek van de Glorie van de belijders)
- Liber de miraculis beati Andreae Apostoli (Boek over de wonderen van de Heilige Apostel Andreas), kort vóór 593 geschreven;
- Passio Sanctorum septem dormientium apud Ephesum (Het lijden van de Heilige Zevenslapers van Efeze), een Latijnse versie van de oosterse legende van de heilige zeven slapers;
- De cursibus ecclesiasticis (ook De cursu stellarum ratio qualiter ad officium implendum debeat observari genoemd), Een verhandeling over de waarneming van de bewegingen van de sterren voor de vaststelling van de gebedstijden, geschreven in de periode 575-582;
- In psalterii tractatum Commentarius (Commentaar op de Psalmen); van dit werk zijn alleen fragmenten bewaard gebleven.

## Problemen met de interpretatie
Bij het lezen en bestuderen van de Decem Libri Historiarum (Historia Francorum) moet men beslissen of het een koninklijke geschiedenis betreft of dat Gregorius het heeft geschreven om zijn opdrachtgevers te behagen. Het is waarschijnlijk dat hij het ene Frankische koninklijke huis gunstiger heeft behandeld dan anderen. Hij was ook een katholiek bisschop en zijn schrijven onthult de typische visie van iemand in zijn positie. Een voorbeeld hiervan zijn zijn opvattingen over de vermeende gevaren van het arianisme (Deze godsdienstige richting stond op dat moment nog steeds sterk onder de Visigoten). Waarschijnlijk is dit de reden dat Gregorius in het voorwoord van de Historia een gedetailleerde verklaring over zijn orthodoxie met betrekking tot de goddelijke aard van Christus heeft opgenomen. Daarnaast heeft hij de heidenen en Joden belachelijk gemaakt. Dit weerspiegelt hoe zijn werken werden gebruikt ter verspreiding van het christelijk geloof. Bijvoorbeeld, in boek II, hoofdstukken 28-31, beschrijft hij de heidenen als incestueus en zwak. Hij beschrijft ook het veranderingsproces van Koning Clovis en hoe deze als bekeerde een veel beter leven leidde dan toen hij nog een heiden was. Na zijn bekering zou Clovis in staat zijn geweest om al de raadsels, waarmee hij als heiden worstelde, op te lossen.
Gregorius' onderwijs was beperkt: alleen de enge christelijke lesstof was toegestaan en lesstof over de vrije kunsten en de heidense klassiekers werd genegeerd. Er is gezegd dat hij voortdurend klaagde over zijn gebruik van de grammatica. Hij begreep niet goed hoe correcte mannelijke en vrouwelijke zinnen moesten worden samengesteld. Hoewel hij Virgilius had gelezen waarschuwt hij : "We moeten niet in hun leugenachtige fabels geloven, opdat wij niet gestraft worden met de eeuwige dood." We moeten echter in gedachten houden dat het er op lijkt dat hij grondig en langdurig de complexe Vulgaat Bijbel, religieuze werken en een aantal historische verhandelingen heeft bestudeerd. Vooral in de eerste boeken van de Historia Francorum citeert hij hier vrij vaak uit. De belangrijkste indruk die historici vroeger overhielden van de Historia richtte zich op de gewelddadige anekdotes waarover Gregorius heeft verhaald. Tot voor kort hadden historici de neiging om te concluderen dat het Merovingische Gallië een chaotische en wrede puinhoop was. Recent onderzoek heeft dit standpunt echter weerlegd. Door grondige en zorgvuldige lezingen hebben onderzoekers geconcludeerd dat Gregorius' onderliggende doel was om de ijdelheid van het wereldse leven te benadrukken in tegenstelling tot het leven en de wonderen van de heiligen. Hoewel Gregorius in zijn Historia bericht over de politiek en andere zaken, en deze werden en worden zeer nauw bestudeerd, zijn historici het er in het algemeen over eens dat dit contrast het centrale en altijd aanwezige verhaalthema in zijn werk is.